# Badminton ai I Giochi europei
Le gare di badminton ai I Giochi europei sono state disputate a Baku dal 22 al 28 giugno 2015.

## Podi
| Evento              | Oro                                     | Argento                                       | Bronzo                                                                 |
| Singolare maschile  | Pablo Abián                             | Emil Holst                                    | Dieter Domke Kestutis Navickas                                         |
| Singolare femminile | Line Kjaersfeldt                        | Lianne Tan                                    | Clara Azurmendi Petya Nedelcheva                                       |
| Doppio maschile     | Danimarca Mathias Boe Carsten Mogensen  | Russia Vladimir Ivanov Ivan Sozonov           | Germania Raphael Beck Andreas Heinz Irlanda Sam Magee Joshua Magee     |
| Doppio femminile    | Bulgaria Gabriela Stoeva Stefani Stoeva | Russia Ekaterina Bolotova Evgeniya Kosetskaya | Turchia Neslihan Yigit Özge Bayrak Danimarca Maria Helsbol Lena Grebak |
| Doppio misto        | Danimarca Niclas Nohr Sara Thygesen     | Francia Gaetan Mittelheisser Audrey Fontaine  | Germania Raphael Beck Kira Kattenbeck Irlanda Chloe Magee Sam Magee    |